# Championnats de France de ski nordique 2010
Navigation
2009 2011
La 97e édition des Championnats de France de ski nordique se déroule aux Rousses, sur les sites des Tuffes et de la Darbella, du 3 au 5 avril 2010. Cette édition des championnats de France est la première qui réunit toutes les disciplines de ski nordique en un même lieu. Elle a lieu moins d'un mois après les Jeux olympiques d'hiver de 2010 où la France s'est distinguée dans les disciplines nordiques avec six médailles en biathlon dont un titre olympique pour Vincent Jay et une médaille d'or en combiné nordique pour Jason Lamy-Chappuis.

## Résultats
| Épreuve | Or                                      | Argent                                           | Bronze                                           |
| ------- | --------------------------------------- | ------------------------------------------------ | ------------------------------------------------ |
| Hommes  | Vincent Jay (Les Ménuires / Savoie)     | Loïs Habert (Valence / Dauphiné)                 | Vincent Defrasne (Pontarlier / Massif Jurassien) |
| Femmes  | Marie-Laure Brunet (Autrans / Dauphiné) | Sandrine Bailly (Valromey-Retord / Lyonnais-Ain) | Marie Dorin (Les Sept-Laux / Dauphiné)           |

| Épreuve | Or                                                  | Argent                                  | Bronze                                 |
| ------- | --------------------------------------------------- | --------------------------------------- | -------------------------------------- |
| Hommes  | Sébastien Lacroix (Bois d'Amont / Massif Jurassien) | Florian Pinel (de) (La Feclaz / Savoie) | François Braud (Chamonix / Mont-Blanc) |

| Épreuve | Or                                               | Argent                                | Bronze                                                |
| ------- | ------------------------------------------------ | ------------------------------------- | ----------------------------------------------------- |
| Hommes  | Vincent Descombes-Sevoie (Chamonix / Mont-Blanc) | Emmanuel Chedal (Courchevel / Savoie) | Jason Lamy-Chappuis (Bois d'Amont / Massif Jurassien) |
| Femmes  | Caroline Espiau (Autrans / Dauphiné)             | Julia Clair (Xonrupt / Massif Vosges) | Léa Lemare (Courchevel / Savoie)                      |

| Épreuve | Or | Argent | Bronze |
| ------- | -- | ------ | ------ |
| Hommes  |    |        |        |
| Femmes  |    |        |        |